# 戴戡

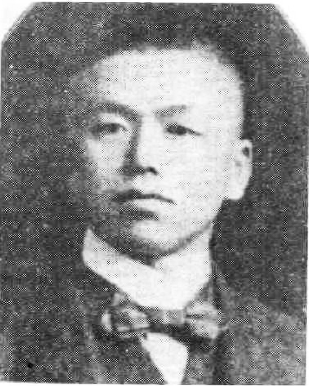

戴戡（1880年10月1日—1917年7月18日），原名桂龄，字循若，号錫九，男，貴州省貴陽府貴定县人，中国民主革命家，中华民国政治人物。

## 生平

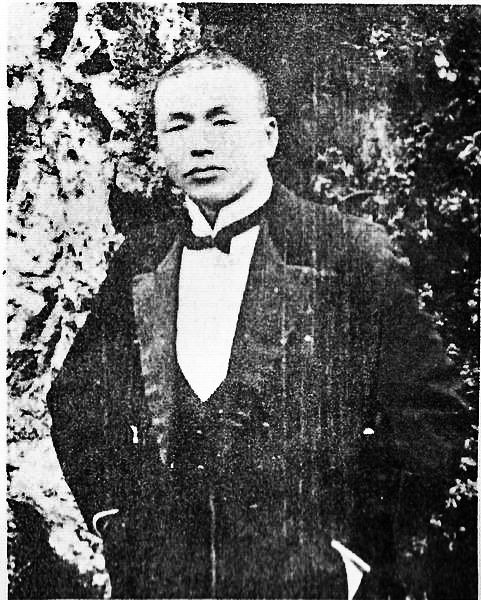

### 辛亥革命前後
戴戡出生于贵州省贵定县猴场堡一农家。父戴连城，母钟氏。光绪六年八月廿七日（1880年10月1日）生，早年多病，少赴旧治读书，师从郎云程，三年而为秀才。后因家境困难，废学务农。1904年留学日本，入宏文学院。在日本期间，他加入了梁启超在東京組織的政聞社。1908年（光緒34年）他归国，任河南法政学堂庶務。1909年（宣統元年），他就任雲南省箇旧錫矿督办（公司经理）。辛亥革命後，他奉雲南軍政府都督蔡鍔之命，回貴州负责盐務。
1912年（民国元年），革命後的貴州省内纷争四起。戴戡获得省内立憲派以及旧軍的支援。戴在雲南蔡鍔的支持下四处游说各方支持自己。后来滇軍唐继尧入貴州，肃清了作为对立勢力的貴州革命派和新軍。同年4月，唐正式就任貴州都督，戴被任命为都督府左参赞。此後，他历任貴州实业司司長、黔中观察使。1913年（民国2年）6月，唐调任雲南都督，劉顯世任貴州護軍使，戴任貴州民政長（後改称貴州巡按使）。在这一時期，他加入進步党并任该党理事。1915年（民国4年）11月20日，龙建章接替戴戡为貴州巡按使。

### 護国战争与四川敗死

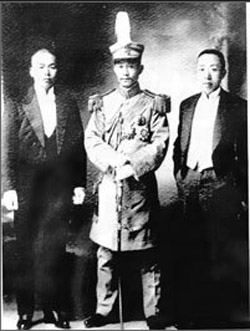
1915年10月，蔡锷（中）与友人戴戡（左）、陈国祥（右）在天津密谋讨袁时合影。10月梁启超在其天津住所召集最后一次秘密会议，梁启超、蔡锷、戴戡、陈国祥、王伯群、汤觉顿、蹇念益等与会，作出“武装讨伐袁世凯，坚决维护共和国体”的决定。会后，戴戡、蔡锷、陈国祥到山本照相馆合影留念。

1915年（民國4年）12月，袁世凱意圖稱帝。戴戡入滇，與蔡鍔、李烈鈞、唐繼堯聯合反對袁世凱，發動了护国战争。1916年（民國5年）1月，戴戡由雲南率兵抵貴陽，劉顯世遂于1月27日發表貴州獨立宣言。戴自任蔡鍔率領的護國軍第1軍第4梯團長，進攻四川省，後來任右翼司令官。3月22日，袁世凱取消帝制，6月6日病死，黎元洪接任大總統，7月6日，任命戴戡為貴州省长。先是蔡鍔任四川督軍兼省長，到任不久，便因病辭官，但北京政府只給假就醫，8月9日，蔡鍔離開成都，往上海養病，同日，戴戡被任命會辦四川軍務，貴州省長一職則由劉顯世暫行兼署。9月上旬，蔡鍔東渡日本求醫，13日，北京任命戴戡暫署四川省長，仍兼會辦軍務，可是戴戡不願接任省長，只逗留在重慶處理軍務。12月10日，他宣布就職，但省署一切事務全由政務廳廳長尹昌齡代行。1917年1月14日，他終到成都履任。4月20日，因劉存厚兵變，四川督軍羅佩金被免職，北京即命令戴戡暫行兼代四川督軍，掌政成都。7月，張勳在北京擁溥儀復辟，戴戡指控劉存厚接受四川巡撫官職，背叛共和，川黔兩軍再在成都開戰，劉存厚包围督署，攻击戴戡。戴戡不敵，逃出成都，在仁寿县秦皇寺被川軍的伏兵包围，7月18日战死（也有自殺之説），享年39岁。8月17日，追赠陆军上将。